# Bambusa cerosissima
Bambusa cerosissima är en gräsart som beskrevs av Mcclure. Bambusa cerosissima ingår i släktet Bambusa och familjen gräs. Inga underarter finns listade i Catalogue of Life.